# Акпаток
Остров Акпаток (на английски: Akpatok Island) е 43-тият по големина остров в Канадския арктичен архипелаг. Площта му е 903 km2, която му отрежда 53-то място сред островите на Канада. Административно принадлежи към канадската територия Нунавут. Необитаем.
Островът се намира в северната част на залива Унгава, който се вдава от север в големия полуостров Лабрадор и отстои на 64 km от западния и на 148 km от източния бряг на залива. Дължината му от север на юг е 47 km, а максималната му ширина – 25 km в северната част.
Релефът представлява плоско, варовиково плато с множество карстови образувания с височина от 40 до 250 m. Бреговете на острова с дължина 129 km са слабо разчленени, като в преобладаващата си част са стръмни, а някъде дори отвесни. На много места същите са пресечени от дълбоки проломи, по които през краткото арктическо лято се стичат къси бурни реки и потоци.
По отвесните, главно северни и югоизточни брегове на острова гнездят стотици хиляди двойки прелетни птици – най-вече тънкоклюната кайра (Uria aalge, на инуктитут Akpatok), на името на която е кръстен островът. Освен от птици, островът е често посещаван и от бели мечки, моржове и тюлени и се намира под защитата на Международна биоложка програма за опазване на дивата природа.
Остров Акпаток е открит на 20 юли 1610 г. от английския мореплавател Хенри Хъдсън, по време на последното му плаване с цел търсене на Северозападния проход.
|  | Тази страница частично или изцяло представлява превод на страницата Akpatok Island в Уикипедия на английски. Оригиналният текст, както и този превод, са защитени от Лиценза „Криейтив Комънс – Признание – Споделяне на споделеното“, а за съдържание, създадено преди юни 2009 година – от Лиценза за свободна документация на ГНУ. Прегледайте историята на редакциите на оригиналната страница, както и на преводната страница, за да видите списъка на съавторите. ВАЖНО: Този шаблон се отнася единствено до авторските права върху съдържанието на статията. Добавянето му не отменя изискването да се посочват конкретни източници на твърденията, които да бъдат благонадеждни. |